# Lycopodium pulcherrimum
Lycopodium pulcherrimum là một loài thực vật có mạch trong Họ Thạch tùng. Loài này được Hayata mô tả khoa học đầu tiên năm 1914.